# Cattleyella araguaiensis
Cattleyella araguaiensis ist die einzige Art in der Gattung Cattleyella innerhalb der Familie der Orchideen (Orchidaceae).  Die relativ kleinen Pflanzen wachsen epiphytisch in den amazonischen Regenwäldern Brasiliens.

## Beschreibung

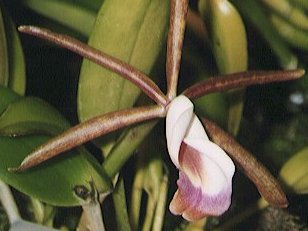
Zygomorphe Blüte

### Vegetative Merkmale
Cattleyella araguaiensis ist eine ausdauernde krautige Pflanze. Sie bildet an einem kriechenden Rhizom in kurzem Abstand Sprossachsen. Die Sprossachsen sind unverdickt, sie bestehen aus mehreren Internodien und sind 5 bis 7 Zentimeter lang bei einem Durchmesser von 3 bis 5 Millimetern. Rhizom und Sprossachse sind von häutigen, trockenen Niederblättern umgeben. Am oberen Ende der Pseudobulben sitzt ein Laubblatt. Das einfache, derbe Laubblatt ist bei einer Länge von etwa 10 Zentimetern sowie einer Breite von 2 bis 3 Zentimetern länglich-oval mit keilförmig zulaufender Spreitenbasis und gerundetem oberen Ende.

### Generative Merkmale
Der Blütenstand erscheint aus einer Blütenscheide am oberen Ende der Sprossachse. Er trägt meist nur eine resupinierte Blüte. Die zwittrige Blüte ist zygomorph und dreizählig. Die grünlich-braunen Sepalen und Petalen sind annähernd gleich und bei einer Länge von etwa 5 bis 6 Zentimetern sowie einer Breite von etwa 7 Millimetern breit schmal. Die Lippe ist nur undeutlich dreilappig, die Seitenlappen sind um die Säule gerollt und überlappen sich auf deren Oberseite. Vom Grund der Lippe bis zur Mitte ist ein roter Fleck zu sehen, die Spitze ist gelb gefärbt und mit einem roten Streifen abgesetzt. Die etwa 2 Zentimeter lange Säule ist ganz in der Blütenröhre verborgen. Das Staubblatt enthält vier Pollinien.

## Verbreitung
Cattleyella araguaiensis wurde im brasilianischen Bundesstaat Goiás gefunden, in der Nähe des namengebenden Rio Araguaia und der Nebenflüsse Rio Formoso und Rio Cocos. Sie wächst dort als Epiphyt im unteren Kronenbereich auf dünnen Ästen.

## Systematik
Die Erstbeschreibung erfolgte 1967 unter dem Namen (Basionym) Cattleya araguaiensis durch Guido Frederico João Pabst in Orquídea (Rio de Janeiro), Band 29, S. 9. Sie wurde 2004 von Cássio Van den Berg und Mark Wayne Chase in eine eigene Gattung Cattleyella Van den Berg & M.W.Chase gestellt. Der Gattungsname Cattleyella ehrt den britischen Orchideengärtner William Cattley (1788–1835).
Die Gattung Cattleyella gehört zur Subtribus Laeliinae aus der Tribus Epidendreae in der Unterfamilie Epidendroideae. Cattleyella ist nah verwandt mit Brassavola, Cattleya, Guarianthe und Rhyncholaelia. 2008 schlug van den Berg ein erweitertes Konzept für Cattleya vor, das auch wieder Cattleyella in diese Gattung einbezieht.

## Belege
- Cássio van den Berg, Mark W. Chase: Um novo gênero de Laeliinae do Brasil: Cattleyella Van den Berg & M.W.Chase. In: Boletim CAOB 52, 2004, 100. Online, abgerufen am 21. Dezember 2007
- Guido J. Braem (1986): Cattleya. Band 2, S. 13ff. Brücke-Verlag Kurt Schmersow, Hildesheim ISBN 3-87105-020-2
- Rolf Diekmann (2001): Die Gattung Cattleya. S. 126. Parey, Berlin ISBN 3-8263-3309-8
- Carl L. Withner (1998): The Cattleyas and their relatives. Band 1, S. 39f. Timber Press, Portland, Oregon ISBN 0-88192-099-1